# ژوزه مایر
جوزه مایر (انگلیسی: José Mayer) یک هنرپیشه اهل برزیل است. وی از سال ۱۹۷۹ میلادی تاکنون مشغول فعالیت بوده‌است.
از فیلم‌هایی که وی در آن‌ها نقش داشته است، می‌توان به از روح و تن اشاره نمود.